# Himertosoma stramineum
Himertosoma stramineum är en stekelart som först beskrevs av Morley 1926.  Himertosoma stramineum ingår i släktet Himertosoma och familjen brokparasitsteklar. Inga underarter finns listade i Catalogue of Life.